# Liste des singles numéro un en France
Sur cette page sont répertoriés tous les titres ayant accédé à la première place du Top singles français, depuis la création du Top 50 le 4 novembre 1984.

## Chronologie des différentes formules du Top Singles
- Le Top Singles est créé le 4 novembre 1984. Comportant à l'origine 50 titres, il est nommé le Top 50.
- En mars 1998, le Top Singles passe à 100 titres.
- Le 18 juin 2005, un second classement, ne prenant en compte que les téléchargements, est créé en parallèle de celui des ventes physiques. Ce classement comporte à l'origine 20 titres, puis peu après 50.
- Le 30 janvier 2011, un classement fusionné des ventes physiques et des téléchargements est établi.
- Le classement des ventes physiques seules disparaît la semaine du 5 février 2012.
- Depuis avril 2012, le Top Singles compte 200 titres.
- Le 7 septembre 2014, un classement des écoutes en streaming des titres est créé.
- Le 13 janvier 2017, un nouveau classement apparaît en parallèle de celui des ventes : le classement mégafusion, qui fusionne les téléchargements avec les écoutes en streaming, sur la base de 150 streams équivalents à une vente.

## Classement des ventes

### Années 1980
| №  | Date                                           | Artiste                              | Titre                                           | Nombre de semaines no 1 | Commentaires |
| -- | ---------------------------------------------- | ------------------------------------ | ----------------------------------------------- | ----------------------- | --- |
| 1  | 04/11/1984, 06/01/1985                         | Peter et Sloane                      | Besoin de rien, envie de toi                    | 9 (7 et 2)              | - Disque de Platine - Premier record de longévité au no 1 |
| 2  | 23/12/1984                                     | Stevie Wonder                        | I Just Called to Say I Love You                 | 1                       | - Disque d'Or |
| 3  | 30/12/1984, 20/01/1985, 17/02/1985, 03/03/1985 | Ray Parker, Jr.                      | Ghostbusters                                    | 5 (1, 2, 1 et 1)        | - Disque de Platine - Première B.O. no 1 - Premier titre à accéder quatre fois au no 1 |
| 4  | 03/02/1985, 24/02/1985                         | Jermaine Jackson & Pia Zadora        | When the Rain Begins to Fall                    | 3 (2 et 1)              | - Disque de Platine |
| 5  | 10/03/1985, 14/04/1985                         | Al Corley                            | Square Rooms                                    | 5 (3 et 2)              | |
| 6  | 31/03/1985, 21/04/1985                         | Jeanne Mas                           | Johnny, Johnny                                  | 4 (2 et 2)              | - Disque d'Or - Première femme en solo no 1 |
| 7  | 05/05/1985                                     | USA for Africa                       | We Are the World                                | 3                       | - Disque de Platine - Bond de la 11e à la 1re place |
| 8  | 26/05/1985                                     | Chanteurs sans frontières            | Éthiopie                                        | 8                       | - Disque de Platine |
| 9  | 21/07/1985                                     | Opus                                 | Live Is Life                                    | 7                       | |
| 10 | 08/09/1985                                     | Baltimora                            | Tarzan Boy                                      | 5                       | - Disque d'Or |
| 11 | 13/10/1985                                     | Century                              | Lover Why                                       | 7                       | |
| 12 | 01/12/1985                                     | Jean-Jacques Goldman & Michael Jones | Je te donne                                     | 8                       | - Disque d'Or - Premier duo masculin no 1 - Premier duo d'expression anglo-française no 1 |
| 13 | 26/01/1986                                     | Jean-Luc Lahaye                      | Papa chanteur                                   | 1                       | - Disque d'Argent |
| 14 | 02/02/1986                                     | Daniel Balavoine                     | L'Aziza                                         | 8                       | - Disque de platine - Premier artiste à être classé no 1 à titre posthume |
| 15 | 30/03/1986                                     | Gold                                 | Capitaine abandonné                             | 4                       | - Disque d'or |
| 16 | 27/04/1986                                     | Stéphanie                            | Ouragan                                         | 10                      | - Disque de Platine - Nouveau record de longévité au no 1 |
| 17 | 06/07/1986                                     | Jeanne Mas                           | En rouge et noir                                | 2                       | - Première artiste ayant deux no 1 |
| 18 | 20/07/1986                                     | Images                               | Les Démons de minuit                            | 13                      | - Disque de Platine - Nouveau record de longévité au no 1 - Fin d'une série de huit no 1 français |
| 19 | 19/10/1986                                     | MC Miker G & Deejay Sven             | Holiday Rap                                     | 2                       | - Disque d'Argent |
| 20 | 02/11/1986                                     | Julie Pietri                         | Ève lève-toi                                    | 1                       | - Disque d'Or |
| 21 | 09/11/1986                                     | Europe                               | The Final Countdown                             | 8                       | - Disque de Platine - Premier no 1 anglophone pendant plus de sept semaines - Premier no 1 d'un groupe scandinave |
| 22 | 04/01/1987                                     | Elsa                                 | T'en va pas                                     | 8                       | - Disque d'Or - Plus jeune artiste no 1 à l'époque |
| 23 | 01/03/1987                                     | Francis Lalanne                      | On se retrouvera                                | 6                       | - Disque de Platine |
| 24 | 12/04/1987                                     | Licence IV                           | Viens boire un p'tit coup à la maison           | 13                      | - Disque de Platine |
| 25 | 12/07/1987                                     | Madonna                              | La isla bonita                                  | 3                       | - Disque d'Or |
| 26 | 02/08/1987                                     | Vanessa Paradis                      | Joe le taxi                                     | 11                      | - Disque de Platine |
| 27 | 18/10/1987                                     | Los Lobos                            | La bamba                                        | 11                      | - Disque d'Or - Premier titre espagnol no 1 |
| 28 | 02/01/1988                                     | Guesch Patti                         | Étienne                                         | 5                       | - Disque d'Or |
| 29 | 06/02/1988                                     | Sabrina                              | Boys (Summertime Love)                          | 5                       | - Disque d'Or - Première interprète italienne no 1 |
| 30 | 12/03/1988                                     | Glenn Medeiros                       | Nothing's Gonna Change My Love for You          | 8                       | - Disque d'Or |
| 31 | 07/05/1988                                     | Florent Pagny                        | N'importe quoi                                  | 8                       | - Disque d'Or |
| 32 | 02/07/1988                                     | Sandy                                | J'ai faim de toi                                | 2                       | - Disque d'Or - Première britannique no 1 |
| 33 | 16/07/1988                                     | Début de soirée                      | Nuit de folie                                   | 9                       | - Disque de Platine |
| 34 | 17/09/1988                                     | Glenn Medeiros & Elsa                | Un roman d'amitié (Friend you give me a reason) | 6                       | - Disque d'Or - Premier duo dont chacun des membres a déjà été no 1 en solo - Premier artiste à obtenir deux no 1 la même année (Glenn Medeiros) - Première artiste à classer deux singles issus d'un même album no 1 (Elsa) |
| 35 | 29/10/1988                                     | Paco                                 | Amor de mis amores                              | 5                       | - Disque d'Or |
| 36 | 03/12/1988                                     | Mylène Farmer                        | Pourvu qu'elles soient douces                   | 5                       | - Disque d'Or |
| 37 | 07/01/1989                                     | David Hallyday                       | High                                            | 5                       | |
| 38 | 11/02/1989                                     | Charles Aznavour et divers chanteurs | Pour toi Arménie                                | 10                      | - Disque de Platine - Premier titre entré directement no 1 |
| 39 | 22/04/1989                                     | Boney M                              | Megamix                                         | 6                       | - Disque d'Or - Premier Megamix no 1 |
| 40 | 03/06/1989                                     | Avalanche                            | Johnny, Johnny Come Home                        | 8                       | - Disque d'Or |
| 41 | 29/07/1989                                     | Kaoma                                | Lambada                                         | 12                      | - Disque de Platine |
| 42 | 21/10/1989                                     | Philippe Lafontaine                  | Cœur de loup                                    | 2                       | - Disque d'Or |
| 43 | 04/11/1989                                     | Jive Bunny and the Mastermixers      | Swing The Mood                                  | 5                       | - Disque d'Or |
| 44 | 09/12/1989, 24/02/1990                         | Roch Voisine                         | Hélène                                          | 9 (7 et 2)              | - Disque de Platine - Le titre a accédé au no 1 dans les années 1980 et dans les années 1990 - Premier no 1 du Canada francophone.                                                                                           |

### Années 1990
| №   | Date                               | Artiste                               | Titre                                          | Nombre de semaines no 1 | Commentaires |
| --- | ---------------------------------- | ------------------------------------- | ---------------------------------------------- | ----------------------- | --- |
| 45  | 27/01/1990, 10/03/1990             | François Feldman                      | Les Valses de Vienne                           | 6 (4 et 2)              | - Disque d'Or |
| 46  | 24/03/1990                         | Les Vagabonds                         | Le Temps des yéyés                             | 7                       | - Disque d'Or |
| 47  | 12/05/1990                         | The Christians                        | Words                                          | 2                       | |
| 48  | 26/05/1990                         | Elton John                            | Sacrifice                                      | 3                       | - Disque d'Argent |
| 49  | 16/06/1990                         | Lagaf'                                | Bo le lavabo (WC Kiss)                         | 1                       | - Disque d'Or |
| 50  | 23/06/1990, 22/09/1990             | Zouk Machine                          | Maldòn (La musique dans la peau)               | 9 (7 et 2)              | - Disque d'Or - Premier no 1 de langue créole antillais                                                                                        |
| 51  | 11/08/1990                         | Charles D. Lewis                      | Soca Dance                                     | 6                       | - Disque d'Or |
| 52  | 06/10/1990                         | Félix Gray & Didier Barbelivien       | À toutes les filles...                         | 2                       | |
| 53  | 20/10/1990                         | UB40                                  | Kingston Town                                  | 3                       | - Disque d'Or |
| 54  | 10/11/1990                         | Mecano                                | Une femme avec une femme                       | 7                       | - Disque d'Or |
| 55  | 29/12/1990                         | François Feldman                      | Petit Frank                                    | 3                       | - Artiste premier et dernier no 1 de l'année 1990 - Deuxième no 1 extrait d'un même album (Une présence)                                       |
| 56  | 19/01/1991                         | Félix Gray & Didier Barbelivien       | Il faut laisser le temps au temps              | 2                       | - Deuxième no 1 extrait d'un même album (Les Amours cassées)                                                                                   |
| 57  | 02/02/1991                         | Enigma                                | Sadeness (Part I)                              | 5                       | - Disque d'Or |
| 58  | 09/03/1991                         | Scorpions                             | Wind of Change                                 | 7                       | - Disque d'Or - Premier interprète allemand no 1                                                                                               |
| 59  | 27/04/1991                         | Mylène Farmer                         | Désenchantée                                   | 9                       | - Disque d'Or |
| 60  | 29/06/1991, 27/07/1991             | Les Inconnus                          | Auteuil, Neuilly, Passy (Rap B.C.B.G.)         | 4 (3 et 1)              | - Disque d'Or |
| 61  | 20/07/1991, 03/08/1991             | Lagaf'                                | La Zoubida                                     | 11 (1 et 10)            | - Disque de Platine - Première parodie à atteindre la première place                                                                           |
| 62  | 12/10/1991                         | Bryan Adams                           | (Everything I Do) I Do It for You              | 8                       | - Disque d'Or |
| 63  | 07/12/1991, 15/02/1992             | Patrick Bruel                         | Qui a le droit... (Live)                       | 7 (6 et 1)              | - Disque d'Or |
| 64  | 18/01/1992, 08/02/1992             | Jean-Philippe Audin & Diego Modena    | Song of Ocarina                                | 2 (1 et 1)              | - Disque d'Or - Premier no 1 entièrement instrumental                                                                                          |
| 65  | 25/01/1992                         | Michael Jackson                       | Black or White                                 | 2                       | - Disque d'Argent |
| 66  | 22/02/1992                         | George Michael & Elton John           | Don't Let the Sun Go Down on Me                | 7                       | - Disque d'Argent |
| 67  | 11/04/1992                         | Ten Sharp                             | You                                            | 2                       | |
| 68  | 25/04/1992                         | François Feldman                      | Joy                                            | 8                       | - Premier artiste ayant trois no 1 |
| 69  | 20/06/1992                         | Nirvana                               | Smells Like Teen Spirit                        | 4                       | - Unique no 1 grunge |
| 70  | 18/07/1992                         | Pow Wow                               | Le Chat                                        | 7                       | - Seul no 1 a cappella |
| 71  | 05/09/1992                         | Snap!                                 | Rhythm Is a Dancer                             | 6                       | - Disque d'Or - Premier no 1 dance |
| 72  | 17/10/1992                         | Jordy                                 | Dur dur d'être bébé !                          | 15                      | - Disque de Platine - Nouveau record de longévité au no 1 - Plus jeune interprète no 1                                                         |
| 73  | 30/01/1993                         | Whitney Houston                       | I Will Always Love You                         | 8                       | - Disque d'Or |
| 74  | 27/03/1993                         | Jordy                                 | Alison (C'est ma copine à moi)                 | 5                       | - Disque d'Argent - Deuxième no 1 extrait d'un même album (Pochette surprise)                                                                  |
| 75  | 01/05/1993, 10/07/1993             | 2 Unlimited                           | No Limit                                       | 5 (4 et 1)              | - Disque d'Or |
| 76  | 29/05/1993                         | Dire Straits                          | Encores (EP)                                   | 6                       | - Entré directement no 1 - Premier Extended Play (E.P.) no 1                                                                                   |
| 77  | 17/07/1993                         | Haddaway                              | What Is Love                                   | 5                       | |
| 78  | 21/08/1993, 25/09/1993             | Les G.O. Cul-Ture                     | Darla dirladada                                | 5 (4 et 1)              | - Disque d'Or |
| 79  | 18/09/1993, 23/10/1993             | Regg'Lyss                             | Mets de l’huile                                | 2 (1 et 1)              | - Disque d'Or |
| 80  | 02/10/1993, 30/10/1993, 22/01/1994 | Freddie Mercury                       | Living on My Own (No More Brothers remix)      | 15 (3, 11 et 1)         | - Entré directement no 1 - Disque d'Argent |
| 81  | 15/01/1994, 29/01/1994             | Bryan Adams                           | Please Forgive Me                              | 2 (1 et 1)              | |
| 82  | 05/02/1994, 19/02/1994             | Ace of Base                           | Happy Nation                                   | 4 (1 et 3)              | - Disque d'Argent |
| 83  | 12/02/1994                         | Alain Souchon                         | Foule sentimentale                             | 1                       | - Disque d'Argent - Bond de la 14e à la 1re place                                                                                              |
| 84  | 12/03/1994, 21/05/1994, 11/06/1994 | IAM                                   | Je danse le mia                                | 8 (5, 2 et 1)           | - Disque d'Or |
| 85  | 16/04/1994, 14/05/1994, 04/06/1994 | Bruce Springsteen                     | Streets of Philadelphia                        | 5 (3, 1 et 1)           | - Disque d'Or |
| 86  | 7/05/1994                          | East 17                               | It's Alright                                   | 1                       | - Disque d'Or |
| 87  | 18/06/1994                         | Jimmy Cliff                           | I Can See Clearly Now                          | 3                       | - Disque d'Argent |
| 88  | 09/07/1994                         | Reel 2 Real feat. The Mad Stuntman    | I Like to Move It                              | 5                       | - Disque d'Or |
| 89  | 13/08/1994                         | Youssou N'Dour & Neneh Cherry         | 7 seconds                                      | 16                      | - Disque d'Or - Nouveau record de longévité au no 1 - Seul no 1 trilingue - Premier interprète no 1 venant d'Afrique - Meilleure vente de 1994 |
| 90  | 03/12/1994                         | Elton John                            | Can You Feel the Love Tonight                  | 10                      | - Disque d'Argent |
| 91  | 11/02/1995                         | 20 Fingers feat. Gillette             | Short Dick Man                                 | 3                       | - Disque d'Argent |
| 92  | 04/03/1995                         | The Cranberries                       | Zombie                                         | 9                       | |
| 93  | 06/05/1995, 08/07/1995             | Céline Dion                           | Pour que tu m'aimes encore                     | 12 (8 et 4)             | - Disque de Platine - Meilleure vente de 1995                                                                                                  |
| 94  | 01/07/1995                         | Scatman John                          | Scatman (Ski Ba Bop Ba Dop Bop)                | 1                       | - Disque de Platine |
| 95  | 05/08/1995                         | Sacred Spirit                         | Yeha noha (Wishes of Happiness and Prosperity) | 6                       | - Disque d'Or |
| 96  | 16/09/1995                         | Scatman John                          | Scatman's World                                | 1                       | - Disque d'Or - Deuxième no 1 extrait d'un même album (Scatman's World)                                                                        |
| 97  | 23/09/1995                         | Mylène Farmer                         | XXL                                            | 1                       | - Entré directement no 1 |
| 98  | 30/09/1995                         | Michael Jackson                       | You Are Not Alone                              | 2                       | - Disque d'Or |
| 99  | 14/10/1995                         | Céline Dion                           | Je sais pas                                    | 7                       | - Disque d'Argent - Deuxième no 1 extrait d'un même album (D'eux)                                                                              |
| 100 | 02/12/1995, 02/03/1996             | Coolio feat. L.V.                     | Gangsta's Paradise                             | 13 (12 et 1)            | |
| 101 | 24/02/1996                         | Ophélie Winter                        | Dieu m'a donné la foi                          | 1                       | - Disque d'Or |
| 102 | 09/03/1996                         | Babylon Zoo                           | Spaceman                                       | 1                       | - Disque d'Or - Bond de la 26e à la 1re place                                                                                                  |
| 103 | 16/03/1996                         | Boris                                 | Soirée disco                                   | 1                       | - Disque d'Or |
| 104 | 23/03/1996                         | Robert Miles                          | Children                                       | 11                      | - Disque de Platine |
| 105 | 08/06/1996                         | Mark Snow                             | The X-Files                                    | 1                       | - Disque d'Or |
| 106 | 15/06/1996, 03/08/1996             | Los del Río                           | Macarena (Bayside Boys remix)                  | 7 (4 et 3)              | - Disque de Diamant |
| 107 | 13/07/1996                         | Carrapicho                            | Tic, tic tac                                   | 3                       | - Disque de Diamant |
| 108 | 24/08/1996                         | Fugees                                | Killing Me Softly                              | 5                       | - Disque de Platine |
| 109 | 28/09/1996                         | Spice Girls                           | Wannabe                                        | 3                       | - Disque de Diamant |
| 110 | 19/10/1996                         | Khaled                                | Aïcha                                          | 1                       | - Disque de Diamant |
| 111 | 26/10/1996                         | Gala                                  | Freed from Desire                              | 13                      | - Disque de Diamant - Meilleure vente de 1996                                                                                                  |
| 112 | 25/01/1997                         | Madonna                               | Don't Cry for Me Argentina                     | 4                       | - Disque d'Or - Premier no 1 tiré d'une comédie musicale                                                                                       |
| 113 | 22/02/1997, 08/03/1997             | Gala                                  | Let a Boy Cry                                  | 2 (1 et 1)              | - Disque de Platine - Deuxième no 1 extrait d'un même album (Come Into my Life)                                                                |
| 114 | 01/03/1997, 15/03/1997             | Andrea Bocelli                        | Con te partirò                                 | 5 (1 et 4)              | |
| 115 | 12/04/1997                         | Ricky Martin                          | María                                          | 9                       | - Disque de Diamant |
| 116 | 14/06/1997                         | Wes                                   | Alane                                          | 10                      | - Disque de Diamant |
| 117 | 23/08/1997                         | Will Smith                            | Men in Black                                   | 3                       | - Disque de Diamant |
| 118 | 13/09/1997                         | Elton John                            | Candle in the Wind 1997                        | 6                       | - Disque de Diamant - Premier artiste ayant quatre no 1 - Meilleure vente de 1997                                                              |
| 119 | 25/10/1997, 08/11/1997             | Florent Pagny                         | Savoir aimer                                   | 9 (1 et 8)              | - Disque de Diamant - Entré directement no 1                                                                                                   |
| 120 | 01/11/1997                         | Aqua                                  | Barbie Girl                                    | 1                       | - Disque de Diamant |
| 121 | 03/01/1998                         | Andrea Bocelli & Hélène Ségara        | Vivo per lei (Je vis pour elle)                | 5                       | - Disque de Platine |
| 122 | 07/02/1998                         | Céline Dion                           | My Heart Will Go On                            | 13                      | - Disque de Diamant |
| 123 | 09/05/1998                         | Ricky Martin                          | La copa de la vida                             | 6                       | - Disque de Platine |
| 124 | 20/06/1998                         | Manau                                 | La Tribu de Dana                               | 12                      | - Disque de Diamant |
| 125 | 12/09/1998                         | Daniel Lavoie & Patrick Fiori & Garou | Belle                                          | 18                      | - Disque de Diamant - Nouveau record de longévité au no 1 - Premier titre no 1 interprété par un trio - Meilleure vente de 1998                |
| 126 | 16/01/1999                         | Manau                                 | Mais qui est la belette ?                      | 1                       | - Disque d'Or - Deuxième no 1 extrait d'un même album (Panique celtique)                                                                       |
| 127 | 23/01/1999                         | Cher                                  | Believe                                        | 1                       | - Disque de Diamant |
| 128 | 30/01/1999                         | Larusso                               | Tu m'oublieras                                 | 12                      | - Disque de Diamant |
| 129 | 24/04/1999                         | Britney Spears                        | ...Baby One More Time                          | 2                       | - Disque de Platine |
| 130 | 08/05/1999                         | Moos                                  | Au nom de la rose                              | 9                       | - Disque de Diamant |
| 131 | 10/07/1999                         | David Hallyday                        | Tu ne m'as pas laissé le temps                 | 1                       | - Disque de Diamant |
| 132 | 17/07/1999                         | Zebda                                 | Tomber la chemise                              | 3                       | - Disque de Diamant |
| 133 | 07/08/1999                         | Eiffel 65                             | Blue (Da Ba Dee)                               | 3                       | - Disque de Diamant |
| 134 | 28/08/1999                         | Lou Bega                              | Mambo No. 5 (A little bit of…)                 | 20                      | - Disque de Diamant - Nouveau record de longévité au no 1 - Meilleure vente de 1999                                                            |

### Années 2000
| №   | Date                               | Artiste                                                  | Titre                                              | Nombre de semaines no 1 | Commentaires |
| --- | ---------------------------------- | -------------------------------------------------------- | -------------------------------------------------- | ----------------------- | --- |
| 135 | 15/01/2000, 05/02/2000             | Eiffel 65                                                | Move Your Body                                     | 4 (2 et 2)              | - Disque de Platine - Deuxième no 1 extrait d'un même album (Europop) |
| 136 | 29/01/2000, 19/02/2000             | Hélène Ségara                                            | Il y a trop de gens qui t'aiment                   | 2 (1 et 1)              | - Disque de Platine |
| 137 | 26/02/2000                         | Tom Jones & Mousse T.                                    | Sex Bomb                                           | 7                       | - Disque d'Or |
| 138 | 15/04/2000                         | Yannick                                                  | Ces soirées-là                                     | 15                      | - Disque de Diamant - Meilleure vente de 2000 |
| 139 | 29/07/2000                         | Santana feat. The Product G&B                            | Maria Maria                                        | 4                       | - Disque d'Or |
| 140 | 26/08/2000, 25/11/2000             | Philippe d'Avilla & Damien Sargue & Grégori Baquet       | Les Rois du monde                                  | 17 (12 et 5)            | - Disque de Diamant |
| 141 | 18/11/2000                         | Daft Punk                                                | One More Time                                      | 1                       | - Disque d'Or - Entré directement no 1 |
| 142 | 30/12/2000                         | Alizée                                                   | L'Alizé                                            | 2                       | - Disque de Platine |
| 143 | 13/01/2001                         | Garou                                                    | Seul                                               | 11                      | - Disque de Diamant |
| 144 | 31/03/2001                         | Shaggy feat. Ricardo "Rikrok" Ducent                     | It Wasn't Me                                       | 10                      | - Disque de Platine |
| 145 | 09/06/2001                         | MC Solaar                                                | Hasta la vista                                     | 5                       | - Disque d'Or |
| 146 | 14/07/2001                         | Les Lofteurs                                             | Up and down                                        | 7                       | - Disque de Diamant - Entré directement no 1 |
| 147 | 01/09/2001                         | Geri Halliwell                                           | It's Raining Men                                   | 5                       | - Disque de Diamant |
| 148 | 06/10/2001                         | Mary J. Blige                                            | Family Affair                                      | 1                       | - Disque d'Or |
| 149 | 13/10/2001                         | Michael Jackson                                          | You Rock My World                                  | 3                       | - Disque d'Or - Entré directement no 1 |
| 150 | 03/11/2001                         | Garou & Céline Dion                                      | Sous le vent                                       | 3                       | - Disque de Diamant - Entré directement no 1 - Deuxième no 1 extrait d'un même album (Seul) |
| 151 | 24/11/2001                         | Kylie Minogue                                            | Can't Get You Out of My Head                       | 1                       | - Disque de Platine |
| 152 | 01/12/2001                         | L5                                                       | Toutes les femmes de ta vie                        | 1                       | - Disque de Diamant - Entré directement no 1 |
| 153 | 08/12/2001                         | Star Academy 1                                           | La Musique                                         | 9                       | - Disque de Diamant - Entré directement no 1 - Meilleure vente de 2001 |
| 154 | 09/02/2002                         | Star Academy 1                                           | Gimme! Gimme! Gimme! (A Man After Midnight)        | 2                       | - Entré directement no 1 - Deuxième no 1 extrait d'un même album (L'album) - Artiste s'auto-détrônant |
| 155 | 23/02/2002                         | Marc Lavoine & Cristina Marocco                          | J'ai tout oublié                                   | 2                       | - Disque d'Or |
| 156 | 09/03/2002                         | Rohff feat. Kayliah                                      | Qui est l'exemple ?                                | 3                       | - Disque de Platine |
| 157 | 30/03/2002                         | Shakira                                                  | Whenever, Wherever                                 | 4                       | - Disque de Diamant - Entré directement no 1 |
| 158 | 27/04/2002                         | Johnny Hallyday                                          | Tous ensemble                                      | 1                       | - Disque de Platine - Entré directement no 1 |
| 159 | 04/05/2002, 06/07/2002, 27/07/2002 | Bratisla Boys                                            | Stach stach                                        | 10 (6, 1 et 3)          | - Disque de Diamant |
| 160 | 15/06/2002                         | Marlène Duval & Phil Barney                              | Un enfant de toi                                   | 3                       | - Disque de Platine |
| 161 | 13/07/2002                         | Félicien                                                 | Cum-cum mania                                      | 1                       | |
| 162 | 20/07/2002                         | Indochine                                                | J'ai demandé à la lune                             | 1                       | - Disque de Diamant |
| 163 | 17/08/2002                         | MC Solaar                                                | Inch'Allah                                         | 4                       | - Disque d'Or |
| 164 | 14/09/2002, 23/11/2002, 07/12/2002 | Las Ketchup                                              | The Ketchup Song (Aserejé)                         | 11 (9, 1 et 1)          | - Disque de Diamant - Bond de la 49e à la 1re place - Meilleure vente de 2002 |
| 165 | 16/11/2002, 14/12/2002             | Johnny Hallyday                                          | Marie                                              | 3 (1 et 2)              | - Disque de Diamant |
| 166 | 30/11/2002                         | Whatfor                                                  | Plus haut                                          | 1                       | - Disque de Platine - Entré directement no 1 |
| 167 | 28/12/2002                         | Star Academy 2                                           | Paris Latino                                       | 5                       | |
| 168 | 01/02/2003                         | Alphonse Brown                                           | Le Frunkp                                          | 7                       | - Disque de Platine |
| 169 | 22/03/2003                         | Nolwenn Leroy                                            | Cassé                                              | 2                       | - Entré directement no 1 |
| 170 | 05/04/2003                         | Chimène Badi                                             | Entre nous                                         | 2                       | - Disque de Platine |
| 171 | 19/04/2003                         | Florent Pagny                                            | Ma liberté de penser                               | 6                       | - Disque de Platine |
| 172 | 31/05/2003, 14/06/2003             | Lorie                                                    | Sur un air latino                                  | 2 (1 et 1)              | - Disque de Platine |
| 173 | 07/06/2003                         | Pascal Obispo                                            | Fan                                                | 1                       | - Disque d'Or - Entré directement no 1 |
| 174 | 21/06/2003                         | DJ BoBo                                                  | Chihuahua                                          | 10                      | - Disque de Diamant - Meilleure vente de 2003 |
| 175 | 30/08/2003                         | Jocelyne Labylle & Cheela feat. Jacob Desvarieux & Passi | Laisse parler les gens                             | 3                       | - Disque de Platine |
| 176 | 20/09/2003                         | Lorna                                                    | Papi chulo (te traigo el mmm...)                   | 1                       | - Disque d'or |
| 177 | 27/09/2003, 06/12/2003             | Tragédie                                                 | Hey oh                                             | 9 (8 et 1)              | - Disque de Platine - Entré directement no 1 |
| 178 | 22/11/2003                         | Linkup                                                   | Mon étoile                                         | 3                       | - Disque d'Or - Entré directement no 1 |
| 179 | 20/12/2003 17/01/2004              | Star Academy 3                                           | L'Orange / Wot                                     | 4 (3 et 1)              | |
| 180 | 10/01/2004                         | Tragédie                                                 | Sexy pour moi                                      | 1                       | - Disque d'Or - Deuxième no 1 extrait d'un même album (Tragédie) |
| 181 | 24/01/2004, 07/02/2004, 03/04/2004 | Kareen Antonn & Bonnie Tyler                             | Si demain... (Turn Around)                         | 10 (1, 7 et 2)          | - Disque de Platine - Premier duo féminin no 1 |
| 182 | 31/01/2004                         | The Black Eyed Peas                                      | Shut Up                                            | 1                       | - Disque d'Or |
| 183 | 27/03/2004                         | J-Five feat. Charlie Chaplin                             | Modern Times                                       | 1                       | - Disque d'Argent |
| 184 | 17/04/2004                         | Usher feat. Lil Jon & Ludacris                           | Yeah!                                              | 1                       | |
| 185 | 24/04/2004                         | O-Zone                                                   | Dragostea din tei                                  | 15                      | - Disque de Diamant - Meilleure vente de 2004 |
| 186 | 07/08/2004                         | K-Maro                                                   | Femme Like U (Donne moi ton corps)                 | 1                       | - Disque de Diamant |
| 187 | 14/08/2004                         | Aventura                                                 | Obsesión                                           | 7                       | - Disque de Diamant |
| 188 | 02/10/2004                         | Star Academy 4                                           | Laissez-moi danser                                 | 6                       | - Entré directement no 1 |
| 189 | 13/11/2004                         | Tragédie                                                 | Gentleman                                          | 1                       | - Disque d'Or |
| 190 | 20/11/2004                         | Starsailor                                               | Four to the Floor (Thin White Duke remix)          | 1                       | - Disque d'Or |
| 191 | 27/11/2004                         | Garou & Michel Sardou                                    | La Rivière de notre enfance                        | 5                       | - Disque d'Or |
| 192 | 01/01/2005                         | Star Academy 4                                           | Adieu monsieur le professeur                       | 1                       | |
| 193 | 08/01/2005                         | Eric Prydz                                               | Call on Me                                         | 3                       | - Disque d'Or |
| 194 | 29/01/2005                         | Amel Bent                                                | Ma philosophie                                     | 6                       | - Disque de Diamant - Entré directement no 1 |
| 195 | 12/03/2005                         | Ilona Mitrecey                                           | Un monde parfait                                   | 15                      | - Disque de Diamant - Meilleure vente de 2005 |
| 196 | 25/06/2005                         | Crazy Frog                                               | Axel F                                             | 13                      | - Disque de Diamant |
| 197 | 24/09/2005                         | Crazy Frog                                               | Popcorn                                            | 7                       | - Disque de Diamant - Entré directement no 1 - Artiste s'auto-détrônant - Deuxième no 1 extrait d'un même album (Crazy Frog Presents Crazy Hits) |
| 198 | 12/11/2005, 31/12/2005             | Madonna                                                  | Hung Up                                            | 5 (4 et 1)              | - Bond de la 67e à la 1re place - Disque d'Or |
| 199 | 10/12/2005                         | Star Academy 5                                           | Santiano                                           | 2                       | |
| 200 | 24/12/2005                         | Johnny Hallyday                                          | Mon plus beau Noël                                 | 1                       | |
| 201 | 07/01/2006                         | Juanes                                                   | La camisa negra                                    | 2                       | |
| 202 | 21/01/2006, 04/02/2006             | Amine                                                    | J'voulais                                          | 4 (1 et 3)              | - Disque d'Or - Entré directement no 1 |
| 203 | 28/01/2006                         | Nolwenn Leroy                                            | Nolwenn Ohwo !                                     | 1                       | - Bond de la 47e à la 1re place |
| 204 | 25/02/2006                         | Zucchero & Maná                                          | Baila morena                                       | 4                       | - Bond de la 64e à la 1re place - Disque d'Or |
| 205 | 25/03/2006                         | Pigloo                                                   | Papa Pingouin                                      | 3                       | - Disque de Platine |
| 206 | 15/04/2006                         | Diam's                                                   | La Boulette (Génération nan nan)                   | 3                       | - Disque de Platine |
| 207 | 06/05/2006                         | Shakira feat. Wyclef Jean                                | Hips Don't Lie                                     | 1                       | - Disque d'Or - Entré directement no 1 |
| 208 | 13/05/2006                         | Pakito                                                   | Living on Video                                    | 4                       | - Disque de Platine |
| 209 | 10/06/2006                         | Crazy Frog                                               | We Are The Champions (Ding a Dang Dong)            | 5                       | - Disque d'Or - Entré directement no 1 |
| 210 | 15/07/2006                         | Cauet                                                    | Zidane y va marquer                                | 2                       | |
| 211 | 29/07/2006                         | La Plage                                                 | Coup de boule                                      | 3                       | |
| 212 | 19/08/2006                         | Tribal King                                              | Façon Sex                                          | 5                       | - Disque de Platine |
| 213 | 23/09/2006                         | Johnny Hallyday                                          | La Loi du silence                                  | 1                       | - Entré directement no 1 |
| 214 | 30/09/2006                         | Moby & Mylène Farmer                                     | Slipping Away (Crier la vie)                       | 1                       | - Disque d'Or - Entré directement no 1 |
| 215 | 07/10/2006                         | Faf Larage                                               | Pas le temps                                       | 6                       | - Disque de Platine - Meilleure vente de 2006 |
| 216 | 18/11/2006                         | Faudel                                                   | Mon pays                                           | 1                       | - Entré directement no 1 |
| 217 | 25/11/2006                         | Fatal Bazooka                                            | Fous ta cagoule                                    | 8                       | - Disque de Platine |
| 218 | 20/01/2007                         | Kamini                                                   | Marly-Gomont                                       | 4                       | - Disque de Platine |
| 219 | 17/02/2007                         | Yannick Noah                                             | Aux arbres citoyens                                | 3                       | - Entré directement no 1 - Disque d'Argent |
| 220 | 10/03/2007                         | Fatal Bazooka feat. Vitoo                                | Mauvaise foi nocturne (La réponse)                 | 6                       | - Disque d'Or - Deuxième no 1 extrait d'un même album (T'as vu ?) |
| 221 | 14/04/2007                         | Cascada                                                  | Miracle                                            | 1                       | - Disque d'Argent |
| 222 | 21/04/2007                         | Céline Dion                                              | Et s'il n'en restait qu'une (Je serais celle-là)   | 1                       | - Entré directement no 1 - Première artiste ayant cinq no 1 |
| 223 | 28/04/2007, 12/05/2007             | Beyoncé & Shakira                                        | Beautiful Liar                                     | 2 (1 et 1)              | - Entré directement no 1 |
| 224 | 05/05/2007                         | Tony Parker                                              | Balance-toi                                        | 1                       | - Entré directement no 1 |
| 225 | 19/05/2007                         | Christophe Maé                                           | On s'attache                                       | 1                       | - Entré directement no 1 |
| 226 | 26/05/2007                         | Nelly Furtado                                            | Say It Right                                       | 1                       | - Entré directement no 1 |
| 227 | 02/06/2007, 23/06/2007, 21/07/2007 | Christophe Willem                                        | Double je                                          | 7 (2, 2 et 3)           | - Disque de Platine - Entré directement no 1 - Meilleure vente de 2007 |
| 228 | 16/06/2007                         | Grégory Lemarchal                                        | De temps en temps                                  | 1                       | - Entré directement no 1 |
| 229 | 07/07/2007                         | Mika                                                     | Relax, Take It Easy                                | 2                       | - Bond de la 70e à la 1re place |
| 230 | 11/08/2007                         | Patrick Fiori & Jean-Jacques Goldman & Christine Ricol   | 4 mots sur un piano                                | 2                       | - Disque d'argent |
| 231 | 25/08/2007                         | Koxie                                                    | Garçon                                             | 7                       | - Disque de Platine |
| 232 | 13/10/2007                         | Ora Maté                                                 | Kamaté                                             | 1                       | - Disque d'Argent |
| 233 | 20/10/2007                         | Melissa M                                                | Elle                                               | 1                       | - Entré directement no 1 |
| 234 | 27/10/2007                         | Rihanna                                                  | Don't Stop the Music                               | 2                       | - Entré directement no 1 |
| 235 | 10/11/2007                         | Sheryfa Luna                                             | Quelque part                                       | 4                       | - Entré directement no 1 |
| 236 | 08/12/2007                         | Fatal Bazooka feat. Yelle                                | Parle à ma main                                    | 7                       | - Troisième no 1 extrait d'un même album (T'as vu ?) - Premier artiste à classer 3 singles issus du même album no 1 |
| 237 | 26/01/2008                         | Sheryfa Luna                                             | Il avait les mots                                  | 8                       | - Entré directement no 1 - Deuxième no 1 extrait d'un même album (Sheryfa Luna) |
| 238 | 22/03/2008                         | Leona Lewis                                              | Bleeding Love                                      | 1                       | - Entré directement no 1 |
| 239 | 29/03/2008                         | M. Pokora feat. Timbaland & Sebastian                    | Dangerous                                          | 1                       | - Entré directement no 1 |
| 240 | 05/04/2008                         | Laurent Wolf feat. Eric Carter                           | No Stress                                          | 1                       | - Disque d'Argent |
| 241 | 12/04/2008                         | Ch'ti DJ                                                 | Hé, biloute! Monte l'son! Hein!                    | 1                       | |
| 242 | 19/04/2008                         | Enrique Iglesias feat. Nâdiya                            | Tired of Being Sorry (Laisse le destin l'emporter) | 11                      | - Entré directement no 1 - Disque d'Or - Meilleure vente de 2008 |
| 243 | 05/07/2008, 30/08/2008             | William Baldé                                            | Rayon de soleil                                    | 9 (7 et 2)              | - Entré directement no 1 |
| 244 | 23/08/2008                         | Mylène Farmer                                            | Dégénération                                       | 1                       | - Entré directement no 1 - Meilleur score hebdomadaire de l'année |
| 245 | 13/09/2008                         | Madcon                                                   | Beggin'                                            | 7                       | - Entré directement no 1 - Disque d'Argent |
| 246 | 01/11/2008, 29/11/2008             | Guru Josh Project                                        | Infinity 2008 (Klaas remix)                        | 2 (1 et 1)              | - Entré directement no 1 |
| 247 | 08/11/2008                         | Mylène Farmer                                            | Appelle mon numéro                                 | 1                       | - Entré directement no 1 - Deuxième no 1 extrait d'un même album (Point de suture) - Première artiste ayant six no 1 |
| 248 | 15/11/2008                         | Johnny Hallyday                                          | Ça n'finira jamais                                 | 2                       | - Entré directement no 1 |
| 249 | 06/12/2008                         | Patrick Sébastien                                        | Ah… si tu pouvais fermer ta gueule                 | 1                       | |
| 250 | 13/12/2008                         | Britney Spears                                           | Womanizer                                          | 5                       | |
| 251 | 18/01/2009                         | Mikelangelo Loconte                                      | Tatoue-moi                                         | 5                       | - Entré directement no 1 |
| 252 | 22/02/2009                         | Mylène Farmer                                            | Si j'avais au moins…                               | 1                       | - Entré directement no 1 - Troisième no 1 extrait d'un même album (Point de suture) |
| 253 | 01/03/2009, 22/03/2009             | Lady Gaga                                                | Poker Face                                         | 4 (1 et 3)              | |
| 254 | 08/03/2009                         | Pep's                                                    | Liberta                                            | 2                       | - Entré directement no 1 |
| 255 | 12/04/2009                         | Charlie Winston                                          | Like a Hobo                                        | 1                       | - Entré directement no 1 |
| 256 | 19/04/2009, 17/05/2009             | Magic System & Khaled                                    | Même pas fatigué                                   | 7 (3 et 4)              | - Entré directement no 1 |
| 257 | 10/05/2009                         | Mylène Farmer                                            | C'est dans l'air                                   | 1                       | - Quatrième no 1 extrait d'un même album (Point de suture) - Première artiste à classer 4 singles issus du même album no 1 |
| 258 | 14/06/2009                         | Helmut Fritz                                             | Ça m'énerve                                        | 4                       | - Disque de platine - Meilleure vente de 2009 |
| 259 | 12/07/2009                         | Pitbull                                                  | I Know You Want Me (Calle Ocho)                    | 8                       | |
| 260 | 06/09/2009                         | Mylène Farmer                                            | Sextonik                                           | 1                       | - Entré directement no 1 - Troisième no 1 en 2009 - Cinquième no 1 extrait d'un même album (Point de suture) - Première artiste à classer 5 singles issus du même album no 1 - Premier album dont tous les singles ont été classés no 1 - Sixième no 1 dans le top dans les années 2000 pour Mylène Farmer |
| 261 | 13/09/2009                         | Tom Frager & Gwayav'                                     | Lady Melody                                        | 4                       | - Entré directement no 1 |
| 262 | 11/10/2009                         | Jena Lee                                                 | J'aimerais tellement                               | 11                      | - Entré directement no 1 - Disque de platine |
| 263 | 27/12/2009                         | Edward Maya & Vika Jigulina                              | Stereo Love                                        | 4                       | |

### Années 2010
| №                                                            | Date                                                                   | Artiste                                                       | Titre                                   | Nombre de semaines no 1 | Commentaires |
| ------------------------------------------------------------ | ---------------------------------------------------------------------- | ------------------------------------------------------------- | --------------------------------------- | ----------------------- | --- |
| 264                                                          | 24/01/2010                                                             | Lady Gaga                                                     | Bad Romance                             | 1                       | - Disque de Platine - Entré directement no 1 |
| 265                                                          | 31/01/2010                                                             | Christophe Maé                                                | Dingue, dingue, dingue                  | 3                       | - Entré directement no 1 |
| 266                                                          | 21/02/2010                                                             | Ke$ha                                                         | Tik Tok                                 | 2                       | - Disque d'or |
| 267                                                          | 07/03/2010, 21/03/2010, 23/05/2010                                     | Stromae                                                       | Alors on danse                          | 10 (1, 8 et 1)          | - Entré directement no 1 |
| 268                                                          | 14/03/2010                                                             | Cœur de pirate & Julien Doré                                  | Pour un infidèle                        | 1                       | - Entré directement no 1 |
| 269                                                          | 16/05/2010, 30/05/2010                                                 | Justin Bieber feat. Ludacris                                  | Baby                                    | 2 (1 et 1)              | |
| 270                                                          | 06/06/2010, 27/06/2010                                                 | Jessy Matador                                                 | Allez ola olé                           | 5 (2 et 3)              | - Première chanson représentant la France à l'Eurovision no 1 |
| 271                                                          | 20/06/2010                                                             | David Guetta & Chris Willis feat. Fergie & LMFAO              | Gettin' Over You                        | 1                       | - Bond de la 64e à la 1re place |
| 272                                                          | 18/07/2010                                                             | Collectif Métissé                                             | Debout pour danser                      | 1                       | |
| 273                                                          | 25/07/2010                                                             | Shakira feat. Freshlyground                                   | Waka Waka (This Time for Africa)        | 6                       | - Entré directement no 1 - Disque de Platine - Meilleure vente de 2010 (Physiques + Téléchargements) |
| 274                                                          | 05/09/2010                                                             | René la Taupe                                                 | Mignon, Mignon                          | 13                      | - Disque d'Or - Entré directement no 1 - Meilleure vente de 2010 (Ventes physiques seules) |
| 275                                                          | 05/12/2010                                                             | Mylène Farmer                                                 | Oui mais... non                         | 3                       | - Entré directement no 1 |
| 276                                                          | 26/12/2010                                                             | Israel Kamakawiwoʻole                                         | Over the Rainbow                        | 10                      | - Single sorti en 1993 |
| Ajout des ventes numériques dans le classement le 30/01/2011 |                                                                        |                                                               |                                         |                         | |
| 277                                                          | 06/03/2011                                                             | Colonel Reyel                                                 | Celui...                                | 1                       | |
| 278                                                          | 13/03/2011                                                             | Colonel Reyel                                                 | Toutes les nuits                        | 1                       | - Artiste s'auto-détrônant - Deuxième no 1 extrait d'un même album (Au rapport) |
| 279                                                          | 20/03/2011                                                             | Jennifer Lopez feat. Pitbull                                  | On the Floor                            | 1                       | |
| 280                                                          | 27/03/2011                                                             | The Black Eyed Peas                                           | Just Can't Get Enough                   | 4                       | - Disque d'Or |
| 281                                                          | 24/04/2011                                                             | Mylène Farmer                                                 | Bleu noir                               | 1                       | - Deuxième no 1 extrait d'un même album (Bleu noir) - Entré directement no 1 |
| 282                                                          | 01/05/2011                                                             | Jessie J feat. B.o.B                                          | Price Tag                               | 1                       | |
| 283                                                          | 08/05/2011                                                             | Snoop Dogg vs David Guetta                                    | Sweat (David Guetta remix)              | 2                       | |
| 284                                                          | 22/05/2011, 17/07/2011                                                 | LMFAO feat. Lauren Bennett & GoonRock                         | Party Rock Anthem                       | 9 (7 et 2)              | - Disque de Platine - Meilleure vente de 2011 |
| 285                                                          | 10/07/2011                                                             | Mylène Farmer                                                 | Lonely Lisa                             | 1                       | - Troisième no 1 extrait d'un même album (Bleu noir) - Deuxième album dont tous les singles ont été classés no 1 - Bond de la 97e à la 1re place                                                              |
| 286                                                          | 31/07/2011                                                             | Rihanna                                                       | Man Down                                | 5                       | |
| 287                                                          | 04/09/2011, 09/10/2011                                                 | Mika                                                          | Elle me dit                             | 5 (4 et 1)              | |
| 288                                                          | 02/10/2011, 23/10/2011                                                 | Rihanna feat. Calvin Harris                                   | We Found Love                           | 5 (1 et 4)              | |
| 289                                                          | 16/10/2011, 20/11/2011                                                 | Adele                                                         | Someone Like You                        | 4 (1 et 3)              | - Disque de Diamant |
| 290                                                          | 11/12/2011, 29/01/2012                                                 | Shakira                                                       | Je l'aime à mourir (La quiero a morir)  | 7 (6 et 1)              | - Disque d'Or - Entré directement no 1 |
| 291                                                          | 22/01/2012, 05/02/2012                                                 | Michel Teló                                                   | Ai, Se eu te Pego                       | 9 (1 et 8)              | - Disque de Platine - Meilleure vente de 2012 |
| 292                                                          | 01/04/2012                                                             | Gotye feat. Kimbra                                            | Somebody That I Used to Know            | 9                       | |
| 293                                                          | 03/06/2012                                                             | Gusttavo Lima                                                 | Balada                                  | 2                       | |
| 294                                                          | 17/06/2012, 01/07/2012, 02/09/2012                                     | Carly Rae Jepsen                                              | Call Me Maybe                           | 11 (1, 7 et 3)          | - Disque de Diamant |
| 295                                                          | 24/06/2012                                                             | Tacabro                                                       | Tacata'                                 | 1                       | |
| 296                                                          | 19/08/2012                                                             | Alex Ferrari                                                  | Bara Bará Bere Berê                     | 2                       | |
| 297                                                          | 23/09/2012                                                             | C2C                                                           | Down The Road                           | 1                       | |
| 298                                                          | 30/09/2012                                                             | Rihanna                                                       | Diamonds                                | 3                       | - Entré directement no 1 - Disque de Diamant |
| 299                                                          | 21/10/2012, 23/12/2012                                                 | Psy                                                           | Gangnam Style                           | 6 (2 et 4)              | - Premier artiste sud-coréen no 1 en France |
| 300                                                          | 04/11/2012, 09/12/2012                                                 | Adele                                                         | Skyfall                                 | 6 (4 et 2)              | - Disque de Diamant |
| 301                                                          | 02/12/2012                                                             | Mylène Farmer                                                 | À l'ombre                               | 1                       | |
| 302                                                          | 20/01/2013                                                             | Will.i.am & Britney Spears                                    | Scream and Shout                        | 1                       | |
| 303                                                          | 27/01/2013                                                             | Macklemore & Ryan Lewis feat. Wanz                            | Thrift Shop                             | 8                       | |
| 304                                                          | 24/03/2013                                                             | Maître Gims                                                   | J'me tire                               | 4                       | |
| 305                                                          | 21/04/2013, 07/07/2013                                                 | Daft Punk feat. Pharrell Williams & Nile Rodgers              | Get Lucky                               | 8 (7 et 1)              | - Entré directement no 1 - Disque de Diamant - Meilleure vente de 2013 |
| 306                                                          | 09/06/2013, 14/07/2013                                                 | Robin Thicke feat. T.I & Pharrell Williams                    | Blurred Lines                           | 6 (4 et 2)              | - Artiste s'auto-détrônant (Pharrell Williams) - Disque de Diamant |
| 307                                                          | 28/07/2013                                                             | Stromae                                                       | Papaoutai                               | 4                       | |
| 308                                                          | 25/08/2013                                                             | Avicii feat. Aloe Blacc                                       | Wake Me Up!                             | 2                       | |
| 309                                                          | 08/09/2013                                                             | Stromae                                                       | Formidable                              | 6                       | - Deuxième no 1 extrait d'un même album (Racine carrée) |
| 310                                                          | 20/10/2013                                                             | Bakermat                                                      | Vandaag                                 | 1                       | - Plus lente ascension au no 1 (41 semaines) |
| 311                                                          | 27/10/2013                                                             | Vitaa feat. Maître Gims                                       | Game Over                               | 1                       | |
| 312                                                          | 03/11/2013                                                             | Eminem feat. Rihanna                                          | The Monster                             | 3                       | - Entré directement no 1 |
| 313                                                          | 24/11/2013                                                             | Stromae                                                       | Tous les mêmes                          | 1                       | - Troisième no 1 extrait d'un même album (Racine carrée) - Troisième no 1 en 2013 |
| 314                                                          | 01/12/2013, 15/12/2013                                                 | Pharrell Williams                                             | Happy                                   | 22 (1 et 21)            | - Troisième no 1 en 2013 - Nouveau record de longévité au no 1 - Disque de Diamant - Meilleure vente de 2014                                                                                                  |
| 315                                                          | 08/12/2013                                                             | Bénabar & Patrick Bruel & Cali & Marina                       | Un arc-en-ciel                          | 1                       | - Hymne du Téléthon 2013 - Titre no 1 à la longévité la plus courte dans le Top (2 semaines) |
| 316                                                          | 11/05/2014                                                             | Milky Chance                                                  | Stolen Dance                            | 3                       | - Premier artiste allemand no 1 depuis 2007 |
| 317                                                          | 01/06/2014                                                             | Booba                                                         | OKLM                                    | 1                       | - Entré directement no 1 |
| 318                                                          | 08/06/2014                                                             | Black M                                                       | Sur ma route                            | 4                       | |
| 319                                                          | 06/07/2014, 02/11/2014                                                 | Sia                                                           | Chandelier                              | 3 (1 et 2)              | - Plus long écart entre deux accessions à la première place (16 semaines) |
| 320                                                          | 13/07/2014, 19/10/2014                                                 | Lilly Wood and the Prick & Robin Schulz                       | Prayer in C (Robin Schulz remix)        | 15 (13 et 2)            | |
| 321                                                          | 12/10/2014, 16/11/2014                                                 | David Guetta feat. Sam Martin                                 | Dangerous                               | 6 (1 et 5)              | - Entré directement no 1 |
| 322                                                          | 21/12/2014                                                             | Mark Ronson feat. Bruno Mars                                  | Uptown Funk                             | 11                      | |
| 323                                                          | 08/03/2015                                                             | Louane                                                        | Avenir                                  | 2                       | |
| 324                                                          | 22/03/2015, 31/05/2015                                                 | OMI                                                           | Cheerleader (Felix Jaehn remix)         | 10 (8 et 2)             | - Meilleure vente de 2015 |
| 325                                                          | 17/05/2015                                                             | Marina Kaye                                                   | Homeless                                | 2                       | |
| 326                                                          | 14/06/2015                                                             | Feder feat. Lyse                                              | Goodbye                                 | 6                       | |
| 327                                                          | 26/07/2015                                                             | Kygo feat. Parson James                                       | Stole the Show                          | 1                       | |
| 328                                                          | 02/08/2015                                                             | One Direction                                                 | Drag Me Down                            | 1                       | - Entré directement no 1 |
| 329                                                          | 09/08/2015, 06/09/2015                                                 | Nicky Jam & Enrique Iglesias                                  | El perdón                               | 6 (3 et 3)              | |
| 330                                                          | 30/08/2015, 11/10/2015                                                 | Mylène Farmer & Sting                                         | Stolen Car                              | 2 (1 et 1)              | - Entré directement no 1 |
| 331                                                          | 27/09/2015                                                             | L.E.J                                                         | Summer 2015                             | 2                       | |
| 332                                                          | 18/10/2015                                                             | Charlie Puth feat. Meghan Trainor                             | Marvin Gaye                             | 1                       | |
| 333                                                          | 25/10/2015                                                             | Adele                                                         | Hello                                   | 11                      | - Entré directement no 1 |
| 334                                                          | 14/01/2016                                                             | David Bowie                                                   | Space Oddity                            | 1                       | - Single sorti en 1969 - Entré directement no 1 - Plus longue période entre sortie du titre et accession à la première place (1969-2016)                                                                      |
| 335                                                          | 21/01/2016, 11/02/2016                                                 | Matt Simons                                                   | Catch and Release (Deepend remix)       | 2 (1 et 1)              | |
| 336                                                          | 28/01/2016                                                             | Renaud                                                        | Toujours debout                         | 1                       | - Entré directement no 1 |
| 337                                                          | 04/02/2016, 25/02/2016                                                 | Rihanna feat. Drake                                           | Work                                    | 2 (1 et 1)              | |
| 338                                                          | 18/02/2016                                                             | Jain                                                          | Come                                    | 1                       | |
| 339                                                          | 03/03/2016                                                             | Alan Walker feat. Iselin Solheim                              | Faded                                   | 4                       | |
| 340                                                          | 31/03/2016                                                             | Mylène Farmer                                                 | City of Love                            | 1                       | - Deuxième no 1 extrait d'un même album (Interstellaires) |
| 341                                                          | 07/04/2016, 21/04/2016                                                 | Kungs vs Cookin' on 3 Burners feat. Kylie Auldist             | This Girl                               | 2 (1 et 1)              | - Meilleure vente de 2016 |
| 342                                                          | 14/04/2016                                                             | Drake feat. Wizkid & Kyla                                     | One Dance                               | 1                       | |
| 343                                                          | 28/04/2016                                                             | Prince & The Revolution                                       | Purple Rain                             | 1                       | - Entré directement no 1 - Single sorti en 1984 |
| 344                                                          | 05/05/2016                                                             | Sia feat. Sean Paul                                           | Cheap Thrills                           | 2                       | |
| 345                                                          | 19/05/2016, 09/06/2016, 30/06/2016, 21/07/2016, 04/08/2016, 18/08/2016 | Justin Timberlake                                             | Can't Stop the Feeling!                 | 7 (1, 1, 2, 1, 1 et 1)  | - Premier titre à accéder six fois au no 1 non consécutivement |
| 346                                                          | 26/05/2016, 01/09/2016                                                 | Céline Dion                                                   | Encore un soir                          | 4 (2 et 2)              | - Entré directement no 1 |
| 347                                                          | 16/06/2016, 14/07/2016                                                 | David Guetta feat. Zara Larsson                               | This One's for You                      | 3 (2 et 1)              | |
| 348                                                          | 28/07/2016                                                             | Booba                                                         | É.L.É.P.H.A.N.T.                        | 1                       | - Entré directement no 1 |
| 349                                                          | 11/08/2016                                                             | DJ Snake feat. Justin Bieber                                  | Let Me Love You                         | 1                       | - Entré directement no 1 |
| 350                                                          | 25/08/2016                                                             | Imany                                                         | Don't Be So Shy (Filatov & Karas remix) | 1                       | |
| 351                                                          | 15/09/2016                                                             | Lady Gaga                                                     | Perfect Illusion                        | 1                       | - Entré directement no 1 |
| 352                                                          | 22/09/2016, 01/12/2016                                                 | LP                                                            | Lost on You                             | 6 (1 et 5)              | |
| 353                                                          | 29/09/2016                                                             | The Weeknd feat. Daft Punk                                    | Starboy                                 | 1                       | |
| 354                                                          | 06/10/2016                                                             | Booba                                                         | DKR                                     | 1                       | - Entré directement no 1 |
| 355                                                          | 13/10/2016, 24/11/2016                                                 | Bruno Mars                                                    | 24K Magic                               | 2 (1 et 1)              | - Entré directement no 1 |
| 356                                                          | 20/10/2016                                                             | Julien Doré                                                   | Le Lac                                  | 1                       | |
| 357                                                          | 27/10/2016                                                             | Richard Orlinski & Eva Simons                                 | Heartbeat                               | 3                       | |
| 358                                                          | 17/11/2016                                                             | Leonard Cohen                                                 | Hallelujah                              | 1                       | - Entré directement no 1 - Single sorti en 1984 |
| 359                                                          | 06/01/2017                                                             | The Weeknd feat. Daft Punk                                    | I Feel It Coming                        | 1                       | - Deuxième no 1 extrait d'un même album (Starboy) |
| 360                                                          | 13/01/2017                                                             | Ed Sheeran                                                    | Shape of You                            | 15                      | - Entré directement no 1 - Meilleure vente de 2017 |
| 361                                                          | 28/04/2017, 23/06/2017                                                 | Luis Fonsi feat. Daddy Yankee                                 | Despacito                               | 18 (7 et 11)            | |
| 362                                                          | 16/06/2017                                                             | Indochine                                                     | La vie est belle                        | 1                       | - Entré directement no 1 |
| 363                                                          | 08/09/2017                                                             | Calvin Harris feat. Pharrell Williams & Katy Perry & Big Sean | Feels                                   | 2                       | |
| 364                                                          | 22/09/2017                                                             | Alice Merton                                                  | No Roots                                | 2                       | |
| 365                                                          | 06/10/2017                                                             | Naughty Boy feat. Beyoncé & Arrow Benjamin                    | Runnin' (Lose It All)                   | 1                       | |
| 366                                                          | 13/10/2017                                                             | Kalash feat. Damso                                            | Mwaka Moon                              | 1                       | - Entré directement no 1 |
| 367                                                          | 20/10/2017, 17/11/2017                                                 | Ofenbach vs Nick Waterhouse                                   | Katchi                                  | 4 (3 et 1)              | |
| 368                                                          | 10/11/2017, 24/11/2017, 22/12/2017                                     | Ed Sheeran                                                    | Perfect                                 | 8 (1, 2 et 5)           | - Deuxième no 1 extrait d'un même album (÷) |
| 369                                                          | 08/12/2017                                                             | Johnny Hallyday                                               | Je te promets                           | 2                       | - Single sorti en 1987 - Bond de la 130e à la 1re place |
| 370                                                          | 26/01/2018, 27/04/2018                                                 | Mylène Farmer                                                 | Rolling Stone                           | 2 (1 et 1)              | |
| 371                                                          | 02/02/2018                                                             | Sena Kana                                                     | Truth or Dare                           | 1                       | - Entré directement no 1 |
| 372                                                          | 09/02/2018                                                             | Mylène Farmer                                                 | Libertine                               | 1                       | - Single sorti en 1986 - Entré directement no 1 - Record de longévité entre l'entrée du titre dans le top et son accession à la première place (1986-2018)                                                    |
| 373                                                          | 16/02/2018                                                             | Indochine                                                     | Un été français                         | 1                       | - Entré directement no 1 - Deuxième no 1 extrait d'un même album (13) |
| 374                                                          | 23/02/2018                                                             | Grand Corps Malade                                            | Dimanche soir                           | 2                       | - Entré directement no 1 |
| 375                                                          | 09/03/2018                                                             | Tom Walker                                                    | Leave a Light On                        | 1                       | |
| 376                                                          | 16/03/2018, 04/05/2018                                                 | Maître Gims & Vianney                                         | La Même                                 | 9 (6 et 3)              | - Nouveau record du plus grand bond : de la 144e à la 1re place - Meilleure vente de 2018 |
| 377                                                          | 25/05/2018, 06/07/2018, 27/07/2018                                     | Naestro feat. Maître Gims & Vitaa & Dadju & Slimane           | Bella ciao                              | 8 (4, 2 et 2)           | - Entré directement no 1 - Artiste s'auto-détrônant (Maître Gims) |
| 378                                                          | 22/06/2018                                                             | Indochine                                                     | Station 13                              | 1                       | - Entré directement no 1 - Troisième no 1 extrait d'un même album (13) |
| 379                                                          | 29/06/2018, 17/08/2018                                                 | Mylène Farmer & LP                                            | N'oublie pas                            | 3 (1 et 2)              | - Entré directement no 1 - Deuxième no 1 extrait d'un même album (Désobéissance) - Troisième single no 1 dans le top en l'espace de six mois pour une même artiste (Mylène Farmer)                            |
| 380                                                          | 20/07/2018                                                             | Hermes House Band                                             | I Will Survive (La la la)               | 1                       | - Single sorti en 1994 |
| 381                                                          | 10/08/2018                                                             | Maroon 5 feat. Cardi B                                        | Girls Like You                          | 1                       | |
| 382                                                          | 31/08/2018                                                             | Jain                                                          | Alright                                 | 2                       | |
| 383                                                          | 14/09/2018                                                             | Vegedream                                                     | Ramenez la coupe à la maison            | 3                       | |
| 384                                                          | 05/10/2018, 02/11/2018, 04/01/2019                                     | Lady Gaga & Bradley Cooper                                    | Shallow                                 | 22 (3, 7 et 12)         | - Égalisation du record de longévité au no 1 - Record du plus grand nombre de semaines passées dans le top 10 (46) - Meilleure vente de 2019                                                                  |
| 385                                                          | 26/10/2018                                                             | Johnny Hallyday                                               | J'en parlerai au diable                 | 1                       | - Entré directement no 1 |
| 386                                                          | 21/12/2018                                                             | Redbone                                                       | Come and Get Your Love                  | 2                       | - Single sorti en 1974 |
| 387                                                          | 29/03/2019                                                             | PNL                                                           | Au DD                                   | 2                       | - Entré directement no 1 |
| 388                                                          | 12/04/2019                                                             | Lady Gaga                                                     | Always Remember Us This Way             | 2                       | - Deuxième no 1 extrait d'un même album (A Star Is Born (Bande originale du film)) |
| 389                                                          | 26/04/2019, 24/05/2019, 28/06/2019                                     | Angèle                                                        | Balance ton quoi                        | 5 (2, 2 et 1)           | |
| 390                                                          | 10/05/2019                                                             | Mylène Farmer                                                 | Désobéissance                           | 1                       | - Entré directement no 1 - Troisième no 1 extrait d'un même album (Désobéissance) |
| 391                                                          | 17/05/2019                                                             | Ed Sheeran & Justin Bieber                                    | I Don't Care                            | 1                       | - Entré directement no 1 |
| 392                                                          | 07/06/2019                                                             | PNL                                                           | MOWGLI II                               | 1                       | - Entré directement no 1 |
| 393                                                          | 14/06/2019                                                             | Mylène Farmer                                                 | Des larmes                              | 1                       | - Entré directement no 1 - Quatrième no 1 extrait d'un même album (Désobéissance) - Troisième album dont tous les singles ont été classés no 1 - 10e no 1 dans le top dans les années 2010 pour Mylène Farmer |
| 394                                                          | 21/06/2019                                                             | Indochine                                                     | Karma Girls                             | 1                       | - Quatrième no 1 extrait d'un même album (13) |
| 395                                                          | 05/07/2019                                                             | Stardust                                                      | Music Sounds Better with You            | 1                       | - Single sorti en 1998 - Entré directement no 1 |
| 396                                                          | 12/07/2019, 02/08/2019                                                 | Lil Nas X                                                     | Old Town Road                           | 3 (2 et 1)              | |
| 397                                                          | 26/07/2019, 09/08/2019                                                 | Shawn Mendes & Camila Cabello                                 | Señorita                                | 6 (1 et 5)              | |
| 398                                                          | 13/09/2019                                                             | Tones and I                                                   | Dance Monkey                            | 14                      | |
| 399                                                          | 20/12/2019, 13/03/2020, 22/05/2020                                     | The Weeknd                                                    | Blinding Lights                         | 13 (10, 2 et 1)         | |

### Années 2020
| №   | Date                                                       | Artiste                                      | Titre                                         | Nombre de semaines no 1 | Commentaires                                                          |
| --- | ---------------------------------------------------------- | -------------------------------------------- | --------------------------------------------- | ----------------------- | --------------------------------------------------------------------- |
| 400 | 28/02/2020                                                 | BTS feat. Sia                                | On                                            | 1                       | - Entré directement no 1                                              |
| 401 | 06/03/2020                                                 | Lady Gaga                                    | Stupid Love                                   | 1                       | - Entré directement no 1                                              |
| 402 | 27/03/2020                                                 | Calogero                                     | On fait comme si                              | 2                       | - Entré directement no 1                                              |
| 403 | 10/04/2020                                                 | Florent Pagny & Pascal Obispo & Marc Lavoine | Pour les gens du secours                      | 1                       | - Entré directement no 1                                              |
| 404 | 17/04/2020                                                 | Et demain ? Le Collectif                     | Et demain ?                                   | 1                       |                                                                       |
| 405 | 24/04/2020                                                 | Christophe                                   | Les mots bleus                                | 1                       | - Single sorti en 1974 - Entré directement no 1                       |
| 406 | 01/05/2020                                                 | The Rolling Stones                           | Living in a Ghost Town                        | 1                       |                                                                       |
| 407 | 08/05/2020                                                 | Idir                                         | A Vava Inouva                                 | 1                       | - Single sorti en 1976 - Entré directement no 1                       |
| 408 | 15/05/2020                                                 | Ariana Grande & Justin Bieber                | Stuck with U                                  | 1                       | - Entré directement no 1                                              |
| 409 | 29/05/2020                                                 | Indochine                                    | Nos célébrations                              | 3                       | - Entré directement no 1                                              |
| 410 | 19/06/2020                                                 | Kendji Girac                                 | Habibi                                        | 1                       |                                                                       |
| 411 | 26/06/2020                                                 | Grand Corps Malade & Camille Lellouche       | Mais je t'aime                                | 3                       | - Entré directement no 1                                              |
| 412 | 17/07/2020, 04/09/2020, 23/10/2020, 04/12/2020, 01/01/2021 | Master KG feat. Burna Boy & Nomcebo Zikode   | Jerusalema (remix)                            | 19 (6, 6, 5, 1 et 1)    |                                                                       |
| 413 | 28/08/2020                                                 | BTS                                          | Dynamite                                      | 1                       | - Entré directement no 1                                              |
| 414 | 16/10/2020                                                 | Johnny Hallyday                              | Deux sortes d'hommes / Nashville Blues (Live) | 1                       | - Entré directement no 1                                              |
| 415 | 27/11/2020                                                 | BTS                                          | Life Goes On                                  | 1                       | - Entré directement no 1 - Deuxième no 1 extrait d'un même album (Be) |
| 416 | 11/12/2020                                                 | Mylène Farmer                                | L'Âme dans l'eau                              | 1                       | - 21e no 1 dans le top pour Mylène Farmer (Record du Top)             |
| 417 | 18/12/2020                                                 | Johnny Hallyday                              | Le Cœur en deux (Live)                        | 1                       | - Entré directement no 1                                              |
| 418 | 25/12/2020, 08/01/2021                                     | Dua Lipa feat. Angèle                        | Fever                                         | 4 (1 et 3)              |                                                                       |

## Classement mégafusion
Le 13 janvier 2017, le SNEP crée le classement mégafusion. Ce classement est issu de la fusion des téléchargements et des écoutes en streaming, avec 150 streams équivalents à une vente.

### Années 2010
| №  | Date                               | Artiste                         | Titre                           | Nombre de semaines no 1 | Commentaires |
| -- | ---------------------------------- | ------------------------------- | ------------------------------- | ----------------------- | --- |
| 1  | 13/01/2017                         | Ed Sheeran                      | Shape of You                    | 15                      | - Record de longévité au no 1 du classement - Meilleur score de 2017                                                                                |
| 2  | 28/04/2017                         | Luis Fonsi feat. Daddy Yankee   | Despacito                       | 13                      | |
| 3  | 28/07/2017                         | Niska                           | Réseaux                         | 11                      | |
| 4  | 13/10/2017                         | Kalash feat. Damso              | Mwaka Moon                      | 8                       | - Entré directement no 1 |
| 5  | 08/12/2017                         | Booba                           | Petite fille                    | 1                       | - Entré directement no 1 |
| 6  | 15/12/2017                         | Johnny Hallyday                 | Je te promets                   | 1                       | - Single sorti en 1987 |
| 7  | 22/12/2017                         | Ed Sheeran                      | Perfect                         | 4                       | - Deuxième no 1 extrait d'un même album (÷) |
| 8  | 19/01/2018                         | Camila Cabello feat. Young Thug | Havana                          | 2                       | |
| 9  | 02/02/2018                         | Vald                            | Désaccordé                      | 7                       | |
| 10 | 23/03/2018, 06/04/2018             | Lartiste feat. Caroliina        | Mafiosa                         | 5 (1 et 4)              | |
| 11 | 30/03/2018                         | Maître Gims & Vianney           | La Même                         | 1                       | |
| 12 | 04/05/2018                         | Damso                           | Ipséité                         | 1                       | - Entré directement no 1 |
| 13 | 11/05/2018                         | Aya Nakamura                    | Djadja                          | 2                       | |
| 14 | 25/05/2018                         | Dosseh                          | Habitué                         | 4                       | |
| 15 | 22/06/2018                         | Damso                           | Smog                            | 1                       | - Deuxième no 1 extrait d'un même album (Lithopédion)                                                                                               |
| 16 | 29/06/2018                         | PNL                             | À l'ammoniaque                  | 3                       | - Entré directement no 1 |
| 17 | 20/07/2018                         | Jul                             | Toto et Ninetta                 | 1                       | |
| 18 | 27/07/2018, 14/09/2018             | Vegedream                       | Ramenez la coupe à la maison    | 5 (1 et 4)              | - Bond de la 48e à la 1re place |
| 19 | 03/08/2018, 07/09/2018             | Rim'K feat. Ninho               | Air Max                         | 3 (2 et 1)              | - Nouveau record du plus grand bond : de la 149e à la 1re place                                                                                     |
| 20 | 17/08/2018                         | PNL                             | 91's                            | 3                       | - Entré directement no 1 - Deuxième no 1 extrait d'un même album (Deux frères)                                                                      |
| 21 | 12/10/2018, 16/11/2018             | Dadju                           | Jaloux                          | 5 (4 et 1)              | - Entré directement no 1 |
| 22 | 09/11/2018                         | Aya Nakamura                    | Copines                         | 1                       | - Deuxième no 1 extrait d'un même album (Nakamura)                                                                                                  |
| 23 | 23/11/2018                         | Orelsan feat. Damso             | Rêves bizarres                  | 2                       | |
| 24 | 07/12/2018, 21/12/2018             | Maes feat. Booba                | Madrina                         | 2 (1 et 1)              | |
| 25 | 14/12/2018                         | Lomepal                         | Trop beau                       | 1                       | - Entré directement no 1 |
| 26 | 28/12/2018                         | Mariah Carey                    | All I Want for Christmas Is You | 1                       | - Single sorti en 1994 |
| 27 | 04/01/2019                         | Angèle feat. Roméo Elvis        | Tout oublier                    | 2                       | |
| 28 | 18/01/2019                         | Bramsito feat. Booba            | Sale mood                       | 1                       | |
| 29 | 25/01/2019                         | Eva feat. Lartiste              | On Fleek                        | 1                       | |
| 30 | 01/02/2019                         | Booba                           | PGP                             | 1                       | - Entré directement no 1 - Troisième titre no 1 dans le top en l'espace de deux mois pour un même artiste (Booba)                                   |
| 31 | 08/02/2019                         | Heuss l'Enfoiré feat. Sofiane   | Khapta                          | 3                       | |
| 32 | 01/03/2019                         | Ninho                           | Goutte d'eau                    | 4                       | - Entré directement no 1 |
| 33 | 29/03/2019                         | PNL                             | Au DD                           | 7                       | - Entré directement no 1 - Troisième no 1 extrait d'un même album (Deux frères)                                                                     |
| 34 | 17/05/2019                         | Niska feat. Booba               | Médicament                      | 1                       | |
| 35 | 24/05/2019                         | Booba                           | Arc-en-ciel                     | 1                       | - Entré directement no 1 - Artiste s'auto-détrônant (Booba) - Cinquième titre no 1 dans le top en l'espace de six mois pour un même artiste (Booba) |
| 36 | 31/05/2019, 28/06/2019, 09/08/2019 | Lil Nas X                       | Old Town Road                   | 8 (2, 5 et 1)           | |
| 37 | 14/06/2019                         | Nekfeu feat. Damso              | Tricheur                        | 2                       | - Entré directement no 1 |
| 38 | 02/08/2019                         | DJ Snake & J. Balvin & Tyga     | Loco Contigo                    | 1                       | |
| 39 | 16/08/2019                         | Moha La Squale                  | Ma belle                        | 4                       | |
| 40 | 13/09/2019                         | Niska feat. Ninho               | Méchant                         | 1                       | - Entré directement no 1 |
| 41 | 20/09/2019                         | PLK                             | Un peu de haine                 | 1                       | - Entré directement no 1 |
| 42 | 27/09/2019                         | Gambi                           | Hé oh                           | 2                       | |
| 43 | 11/10/2019                         | Gambi                           | Popopop                         | 5                       | - Entré directement no 1 - Artiste s'auto-détrônant                                                                                                 |
| 44 | 15/11/2019                         | Tones and I                     | Dance Monkey                    | 2                       | |
| 45 | 29/11/2019, 14/02/2020             | Gradur feat. Heuss l'Enfoiré    | Ne reviens pas                  | 9 (8 et 1)              | - Entré directement no 1 |

### Années 2020
| №  | Date                               | Artiste                                                        | Titre                          | Nombre de semaines no 1 | Commentaires                                                           |
| -- | ---------------------------------- | -------------------------------------------------------------- | ------------------------------ | ----------------------- | ---------------------------------------------------------------------- |
| 46 | 24/01/2020                         | Gambi feat. Heuss l'Enfoiré                                    | Dans l'espace                  | 3                       | - Entré directement no 1 - Artiste s'auto-détrônant (Heuss l'Enfoiré)  |
| 47 | 21/02/2020, 24/04/2020             | The Weeknd                                                     | Blinding Lights                | 4 (1 et 3)              |                                                                        |
| 48 | 28/02/2020                         | Naps feat. Ninho                                               | 6.3                            | 2                       | - Entré directement no 1                                               |
| 49 | 13/03/2020                         | Ninho                                                          | Lettre à une femme             | 6                       | - Entré directement no 1 - Artiste s'auto-détrônant (Ninho)            |
| 50 | 15/05/2020                         | Booba feat. Zed                                                | Jauné                          | 2                       | - Entré directement no 1                                               |
| 51 | 29/05/2020                         | Hatik                                                          | Angela                         | 2                       |                                                                        |
| 52 | 12/06/2020                         | Bosh                                                           | Djomb                          | 5                       |                                                                        |
| 53 | 17/07/2020                         | Dadju & Ninho                                                  | Grand bain                     | 1                       |                                                                        |
| 54 | 24/07/2020                         | Aya Nakamura                                                   | Jolie Nana                     | 4                       | - Entré directement no 1                                               |
| 55 | 21/08/2020                         | SCH & Kofs & Jul & Naps & Soso Maness & Elams & Solda & Houari | Bande organisée                | 12                      | - Entré directement no 1                                               |
| 56 | 13/11/2020                         | Booba                                                          | 5G                             | 1                       | - Entré directement no 1                                               |
| 57 | 20/11/2020                         | Aya Nakamura feat. Stormzy                                     | Plus jamais                    | 1                       | - Entré directement no 1 - Deuxième no 1 extrait d'un même album (Aya) |
| 58 | 27/11/2020                         | Zola feat. SCH                                                 | 9 1 1 3                        | 1                       | - Entré directement no 1                                               |
| 59 | 04/12/2020                         | Dinos feat. Nekfeu                                             | Moins un                       | 1                       | - Entré directement no 1                                               |
| 60 | 11/12/2020, 08/01/2021, 19/02/2021 | Dua Lipa feat. Angèle                                          | Fever                          | 6 (1, 3 et 2)           |                                                                        |
| 61 | 18/12/2020                         | Jul & SCH                                                      | Mother fuck                    | 3                       | - Entré directement no 1                                               |
| 62 | 29/01/2021                         | Booba                                                          | Ratpi World                    | 2                       | - Entré directement no 1                                               |
| 63 | 12/02/2021                         | SCH                                                            | Marché noir                    | 1                       | - Entré directement no 1                                               |
| 64 | 05/03/2021                         | Tayc                                                           | Le Temps                       | 1                       | - Entré directement no 1                                               |
| 65 | 12/03/2021                         | Booba                                                          | Mona Lisa                      | 2                       | - Entré directement no 1                                               |
| 66 | 26/03/2021                         | SCH feat. Freeze Corleone                                      | Mannschaft                     | 2                       | - Entré directement no 1                                               |
| 67 | 02/04/2021                         | Moha K                                                         | Vroum Vroum                    | 1                       | - Entré directement no 1                                               |
| 68 | 09/04/2021                         | Lil Nas X                                                      | Montero (Call Me by Your Name) | 3                       |                                                                        |
| 69 | 30/04/2021, 14/05/2021, 23/07/2021 | Naps                                                           | La Kiffance                    | 10 (1, 4 et 5)          |                                                                        |
| 70 | 07/05/2021                         | Damso                                                          | Σ. Morose                      | 1                       |                                                                        |
| 71 | 11/06/2021                         | Soso Maness                                                    | Petrouchka                     | 6                       | - Entré directement no 1                                               |
| 72 | 27/08/2021                         | Oboy                                                           | TDB                            | 5                       |                                                                        |

## Classements des téléchargements (2005-2011)
Le 18 juin 2005, le SNEP crée le classement des singles téléchargés en parallèle des singles physiques. Ce classement fusionne avec celui des ventes physiques le 30 janvier 2011.
| №  | Date                                           | Artiste                                                   | Titre                                              | Nombre de semaines no 1 | Commentaires                                                             |
| -- | ---------------------------------------------- | --------------------------------------------------------- | -------------------------------------------------- | ----------------------- | ------------------------------------------------------------------------ |
| 1  | 18/06/2005                                     | Crazy Frog                                                | Axel F                                             | 4                       |                                                                          |
| 2  | 16/07/2005                                     | James Blunt                                               | You're Beautiful                                   | 8                       |                                                                          |
| 3  | 10/09/2005                                     | DHT feat. Edmée                                           | Listen to Your Heart                               | 2                       |                                                                          |
| 4  | 24/09/2005                                     | Raphael                                                   | Caravane                                           | 1                       |                                                                          |
| 5  | 01/10/2005                                     | Crazy Frog                                                | Popcorn                                            | 1                       | - Deuxième no 1 extrait d'un même album (Crazy Frog Presents Crazy Hits) |
| 6  | 08/10/2005                                     | Bob Sinclar feat. Gary Pine                               | Love Generation                                    | 1                       |                                                                          |
| 7  | 15/10/2005                                     | Robbie Williams                                           | Tripping                                           | 2                       |                                                                          |
| 8  | 29/10/2005                                     | Madonna                                                   | Hung Up                                            | 16                      | - Record de longévité au no 1 du classement - Meilleure vente de 2006    |
| 9  | 12/02/2006                                     | Zucchero & Maná                                           | Baila morena                                       | 6                       |                                                                          |
| 10 | 01/04/2006                                     | Les Enfoirés                                              | Le Temps qui court                                 | 3                       |                                                                          |
| 11 | 22/04/2006                                     | Rihanna                                                   | SOS                                                | 1                       |                                                                          |
| 12 | 29/04/2006                                     | Shakira feat. Wyclef Jean                                 | Hips Don't Lie                                     | 8                       | - Entré directement no 1                                                 |
| 13 | 24/06/2006, 19/09/2006                         | Gnarls Barkley                                            | Crazy                                              | 10 (9 et 1)             |                                                                          |
| 14 | 26/08/2006, 23/09/2006                         | Bob Sinclar & Cutee B feat. Dollarman & Big Ali & Makedah | Rock This Party (Everybody Dance Now)              | 4 (3 et 1)              | - Deuxième no 1 extrait d'un même album (Western Dream)                  |
| 15 | 30/09/2006                                     | Moby & Mylène Farmer                                      | Slipping Away (Crier la vie)                       | 1                       | - Entré directement no 1                                                 |
| 16 | 07/10/2006                                     | Faudel                                                    | Mon pays                                           | 3                       |                                                                          |
| 17 | 28/10/2006                                     | Cascada                                                   | Everytime We Touch                                 | 3                       |                                                                          |
| 18 | 18/11/2006                                     | Fatal Bazooka                                             | Fous ta cagoule                                    | 9                       |                                                                          |
| 19 | 20/01/2007                                     | Vitaa                                                     | À fleur de toi                                     | 2                       | - Entré directement no 1                                                 |
| 20 | 03/02/2007                                     | Calogero                                                  | Le saut de l'ange                                  | 1                       |                                                                          |
| 21 | 10/02/2007                                     | Fatal Bazooka feat. Vitoo                                 | Mauvaise foi nocturne (La réponse)                 | 2                       | - Deuxième no 1 extrait d'un même album (T'as vu ?)                      |
| 22 | 24/02/2007, 05/05/2007, 07/07/2007, 21/07/2007 | Mika                                                      | Relax, Take It Easy                                | 14 (8, 4, 1 et 1)       | - Meilleure vente de 2007                                                |
| 23 | 21/04/2007, 02/06/2007, 14/07/2007             | Christophe Willem                                         | Double je                                          | 8 (2, 5 et 1)           |                                                                          |
| 24 | 28/07/2007, 11/08/2007                         | David Guetta & Chris Willis                               | Love Is Gone (Fred Rister & Joachim Garraud remix) | 2 (1 et 1)              |                                                                          |
| 25 | 04/08/2007                                     | Mika                                                      | Love Today                                         | 1                       | - Deuxième no 1 extrait d'un même album (Life in Cartoon Motion)         |
| 26 | 18/08/2007                                     | Julien Doré                                               | Moi... Lolita                                      | 3                       | - Entré directement no 1                                                 |
| 27 | 08/09/2007                                     | Koxie                                                     | Garçon                                             | 2                       |                                                                          |
| 28 | 22/09/2007                                     | Rihanna                                                   | Don't Stop the Music                               | 12                      |                                                                          |
| 29 | 15/12/2007                                     | Yael Naim                                                 | New Soul                                           | 14                      |                                                                          |
| 30 | 22/03/2008                                     | Jeff Buckley                                              | Hallelujah                                         | 1                       | - Single sorti en 1994                                                   |
| 31 | 29/03/2008, 19/04/2008                         | Madonna & Justin Timberlake feat. Timbaland               | 4 Minutes                                          | 5 (1 et 4)              |                                                                          |
| 32 | 05/04/2008                                     | Duffy                                                     | Mercy                                              | 2                       |                                                                          |
| 33 | 17/05/2008, 28/06/2008, 12/07/2008             | Estelle feat. Kanye West                                  | American Boy                                       | 10 (5, 1 et 4)          |                                                                          |
| 34 | 21/06/2008                                     | Mylène Farmer                                             | Dégénération                                       | 1                       | - Entré directement no 1                                                 |
| 35 | 05/07/2008                                     | Quentin Mosimann                                          | Cherchez le garçon                                 | 1                       | - Entré directement no 1                                                 |
| 36 | 09/08/2008, 23/08/2008, 04/10/2008             | Madcon                                                    | Beggin'                                            | 8 (1, 5 et 2)           |                                                                          |
| 37 | 16/08/2008                                     | Katy Perry                                                | I Kissed a Girl                                    | 1                       |                                                                          |
| 38 | 27/09/2008, 25/10/2008                         | Grégoire                                                  | Toi + Moi                                          | 6 (1 et 5)              | - Meilleure vente de 2008                                                |
| 39 | 18/10/2008                                     | Guru Josh Project                                         | Infinity 2008 (Klaas remix)                        | 1                       |                                                                          |
| 40 | 29/11/2008                                     | Britney Spears                                            | Womanizer                                          | 4                       |                                                                          |
| 41 | 27/12/2008                                     | Jason Mraz                                                | I'm Yours                                          | 3                       |                                                                          |
| 42 | 18/01/2009                                     | Mikelangelo Loconte                                       | Tatoue-moi                                         | 1                       |                                                                          |
| 43 | 25/01/2009                                     | The Pussycat Dolls                                        | I Hate This Part                                   | 2                       |                                                                          |
| 44 | 08/02/2009                                     | Lady Gaga                                                 | Poker Face                                         | 3                       |                                                                          |
| 45 | 01/03/2009                                     | Pep's                                                     | Liberta                                            | 1                       |                                                                          |
| 46 | 08/03/2009                                     | Les Enfoirés                                              | Ici les Enfoirés                                   | 4                       |                                                                          |
| 47 | 05/04/2009                                     | Helmut Fritz                                              | Ça m'énerve                                        | 10                      | - Meilleure vente de 2009                                                |
| 48 | 14/06/2009                                     | The Black Eyed Peas                                       | Boom Boom Pow                                      | 2                       |                                                                          |
| 49 | 28/06/2009                                     | Michael Jackson                                           | Billie Jean                                        | 2                       | - Entré directement no 1 - Single sorti en 1983                          |
| 50 | 12/07/2009                                     | Pitbull                                                   | I Know You Want Me (Calle Ocho)                    | 4                       |                                                                          |
| 51 | 09/08/2009                                     | Tom Frager & Gwayav'                                      | Lady Melody                                        | 2                       |                                                                          |
| 52 | 23/08/2009                                     | David Guetta feat. Akon                                   | Sexy Bitch                                         | 10                      |                                                                          |
| 53 | 01/11/2009                                     | Jena Lee                                                  | J'aimerais tellement                               | 3                       |                                                                          |
| 54 | 22/11/2009                                     | Edward Maya & Vika Jigulina                               | Stereo Love                                        | 8                       |                                                                          |
| 55 | 17/01/2009                                     | Ke$ha                                                     | Tik Tok                                            | 6                       |                                                                          |
| 56 | 28/02/2010, 25/04/2010                         | Stromae                                                   | Alors on danse                                     | 8 (7 et 1)              |                                                                          |
| 57 | 18/04/2010, 02/05/2010                         | Sexion d'assaut                                           | Désolé                                             | 8 (1 et 7)              |                                                                          |
| 58 | 20/06/2010, 29/08/2010, 26/09/2010             | Shakira feat. Freshlyground                               | Waka Waka (This Time for Africa)                   | 10 (8, 1 et 1)          | - Meilleure vente de 2010                                                |
| 59 | 15/08/2010                                     | René la Taupe                                             | Mignon, Mignon                                     | 2                       |                                                                          |
| 60 | 05/09/2010                                     | Yolanda Be Cool & DCUP                                    | We No Speak Americano                              | 1                       |                                                                          |
| 61 | 12/09/2010                                     | Eminem feat. Rihanna                                      | Love the Way You Lie                               | 2                       |                                                                          |
| 62 | 03/10/2010                                     | Rihanna                                                   | Only Girl (In the World)                           | 2                       |                                                                          |
| 63 | 17/10/2010                                     | Mylène Farmer                                             | Oui mais... non                                    | 1                       |                                                                          |
| 64 | 24/10/2010                                     | Shakira feat. Dizzee Rascal / El Cata                     | Loca                                               | 4                       | - Deuxième no 1 extrait d'un même album (Sale el sol)                    |
| 65 | 21/11/2010                                     | The Black Eyed Peas                                       | The Time (Dirty Bit)                               | 7                       |                                                                          |
| 66 | 09/01/2011                                     | Israel Kamakawiwoʻole                                     | Over the Rainbow                                   | 3                       | - Single sorti en 1993                                                   |

## Classement du streaming (2014-2016)
Le 7 septembre 2014, le SNEP créé un classement des écoutes en streaming des titres. Ce classement fusionne avec celui des téléchargements le 13 janvier 2017.
| №  | Date                               | Artiste                                 | Titre                            | Nombre de semaines no 1 | Commentaires                                                                  |
| -- | ---------------------------------- | --------------------------------------- | -------------------------------- | ----------------------- | ----------------------------------------------------------------------------- |
| 1  | 07/09/2014                         | Lilly Wood and the Prick & Robin Schulz | Prayer in C (Robin Schulz remix) | 5                       |                                                                               |
| 2  | 12/10/2014                         | Tove Lo                                 | Habits (Stay High)               | 5                       |                                                                               |
| 3  | 16/11/2014                         | David Guetta feat. Sam Martin           | Dangerous                        | 7                       |                                                                               |
| 4  | 04/01/2015                         | Mark Ronson feat. Bruno Mars            | Uptown Funk                      | 6                       |                                                                               |
| 5  | 15/02/2015                         | Hozier                                  | Take Me to Church                | 1                       |                                                                               |
| 6  | 22/02/2015                         | The Weeknd                              | Earned It                        | 2                       |                                                                               |
| 7  | 08/03/2015                         | Louane                                  | Avenir                           | 3                       |                                                                               |
| 8  | 29/03/2015                         | OMI                                     | Cheerleader (Felix Jaehn remix)  | 2                       |                                                                               |
| 9  | 12/04/2015                         | Major Lazer & DJ Snake feat. MØ         | Lean On                          | 20                      | - Record de longévité au no 1 du classement - Meilleur score de 2015          |
| 10 | 30/08/2015                         | Nicky Jam & Enrique Iglesias            | El perdón                        | 8                       |                                                                               |
| 11 | 25/10/2015, 08/11/2015, 20/12/2015 | Maître Gims feat. Niska                 | Sapés comme jamais               | 7 (1, 4 et 2)           |                                                                               |
| 12 | 01/11/2015                         | Adele                                   | Hello                            | 1                       |                                                                               |
| 13 | 06/12/2015                         | Jul                                     | En Y                             | 1                       | - Entré directement no 1                                                      |
| 14 | 13/12/2015, 08/01/2016             | Jul                                     | Amnésia                          | 4 (1 et 3)              | - Artiste s'auto-détrônant - Deuxième no 1 extrait d'un même album (My World) |
| 15 | 29/01/2016                         | Yall feat. Gabriela Richardson          | Hundred Miles                    | 3                       |                                                                               |
| 16 | 19/02/2016                         | Rihanna feat. Drake                     | Work                             | 4                       |                                                                               |
| 17 | 18/03/2016                         | Alan Walker feat. Iselin Solheim        | Faded                            | 5                       |                                                                               |
| 18 | 22/04/2016                         | Sia feat. Sean Paul                     | Cheap Thrills                    | 1                       | - Meilleur score de 2016                                                      |
| 19 | 29/04/2016                         | Drake feat. Wizkid & Kyla               | One Dance                        | 18                      |                                                                               |
| 20 | 02/09/2016                         | DJ Snake feat. Justin Bieber            | Let Me Love You                  | 3                       |                                                                               |
| 21 | 23/09/2016                         | PNL                                     | Naha                             | 1                       | - Entré directement no 1                                                      |
| 22 | 30/09/2016                         | Jul                                     | Tchikita                         | 5                       | - Bond de la 60e à la 1re place                                               |
| 23 | 04/11/2016                         | Booba                                   | DKR                              | 2                       |                                                                               |
| 24 | 18/11/2016                         | PNL                                     | Onizuka                          | 2                       | - Deuxième no 1 extrait d'un même album (Dans la légende)                     |
| 25 | 02/12/2016                         | The Weeknd feat. Daft Punk              | Starboy                          | 1                       |                                                                               |
| 26 | 09/12/2016                         | Nekfeu                                  | Squa                             | 2                       | - Entré directement no 1                                                      |
| 27 | 23/12/2016                         | Nekfeu                                  | Mauvaise Graine                  | 3                       | - Artiste d'auto-détrônant - Deuxième no 1 extrait d'un même album (Cyborg)   |

## Sources
- Numéros 1 du top singles français, sur Charts in France
- Archives officielles des classements des meilleures ventes de disque en France, sur Charts in France
- Top-50 de la semaine
- Certifications, sur le site du SNEP
- Top Singles de la semaine (ventes + streaming)